# Scott Kannberg
Scott Kannberg, nato Christopher Scott Kannberg e meglio conosciuto con lo pseudonimo di Spiral Stairs (Stockton, 30 agosto 1966), è un cantautore e chitarrista statunitense, membro fondatore della band indie rock Pavement.

## Biografia
Nato a Stockton (California), nel 1989, assieme al suo amico d'infanzia Stephen Malkmus forma i Pavement, adottando lo pseudonimo di Spiral Stairs ("Volevo un nome punk rock a la Nikki Sudden, Epic Soundtracks. Un mio amico di Stockon, Ed Barnhardt, mi trovò questo."). Inizialmente nati come mero progetto da studio e poi evolutisi, a partire dal 1992, in una vera e propria band, nel corso della loro decennale carriera, i Pavement, pubblicarono cinque album, nove EP e undici singoli, prima di separarsi nel 1999. Oltre che chitarrista, Kannberg, fu anche autore (e cantante solista) di alcune canzoni della band, tra cui: Painted Soldiers, Hit the Plane Down, Kennel District, Date With IKEA e Passat Dream.
Nel 1998, Kannberg diede vita ad una sua etichetta discografica chiamata Pray for Mojo (poi ribattezzata Amazing Grease) con la quale ha pubblicato, nel corso degli anni, i lavori di Oranger, Carlos, Sunless Day, Cole Marquis, Aaron Nudelman e Moore Brothers.
Nel 2000, dopo la separazione dei Pavement, formò una nuova band, i Preston School of Industry assieme al batterista Andrew Borger e al bassista Jon Erickson debuttando, nel mese di agosto del 2001, con un album intitolato All This Sounds Gas, seguito da un secondo disco dal titolo Monsoon, uscito nel 2004.
Nel 2009 ha poi debuttato anche come solista con l'album The Real Feel, uscito per la Matador Records.

## Discografia

### Album con i Pavement
- 1992 - Slanted and Enchanted
- 1994 - Crooked Rain, Crooked Rain
- 1995 - Wowee Zowee
- 1996 - Brighten the Corners
- 1998 - Terror Twilight

### Album con i Preston School of Industry
- 2001 - All This Sounds Gas
- 2004 - Monsoon

### Album come Spiral Stairs
- 2009 - The Real Feel
- 2017 - Doris & the Daggers
- 2019 - We Wanna Be Hyp-No-Tized